# Hans Koch (écrivain)
Pour les articles homonymes, voir Hans Koch et Koch.
Ne doit pas être confondu avec Hans Koch ou Hans Koch (officier SS).
Hans Koch (né le 4 février 1881 à Saint-Avold et mort le 1er mai 1952 à Düsseldorf), est un médecin et écrivain allemand utilisant le nom de plume Johannes Leonhardus.

## Biographie
Hans Koch naît le 4 février 1881 à Saint-Avold, ville d'Alsace-Lorraine, annexée par l'Allemagne en 1871. En 1902, Hans Koch fonde, avec Otto Flake, René Schickele et Ernst Stadler, le mouvement littéraire expressionniste de langue allemande Der Stürmer et Der Merker. Installé comme médecin à Strasbourg, il contribue régulièrement aux revues Die Weißen Blätter et Die Aktion. De 1914 à 1918, il prend part à la Première Guerre mondiale, comme simple soldat. 
Après 1919, Hans Koch, expulsé par les autorités françaises en tant que citoyen d'origine allemande, s'installe à Düsseldorf, où il meurt le 1er mai 1952.

## Œuvre
L'œuvre littéraire de Hans Koch comprend des romans et des poèmes.
- Dieweil es Lebens gilt!, Berlin 1905 (sous le pseudonyme Johannes Leonhardus)
- Mein Lebtag geht auf krummen Wegen, Strasbourg,  1905 (sous le pseudonyme Johannes Leonhardus)
- Proleten, Strasbourg, 1908 (sous le pseudonyme Johannes Leonhardus)